# Artinalgebra
Inom matematiken är en Artinalgebra en algebra Λ över en kommutativ Artinring R som är en ändligtgenererad R-modul. De är uppkallade efter Emil Artin.
Varje Artinalgebra är en Artinring.

## Dual och transponat
Det finns flera olika dualiteter genom att ta ändligtgenererade moduler över Λ till moduler över motsatta algebran Λop.
- Om M är en höger Λ-modul är höger Λ-modulen M* definierad som HomΛ(M,Λ).
- Dualen D(M) av en vänster Λ-modul M är högra Λ-modulen D(M) = HomR(M,J), där J är den dualiserande modulen av R. Dualen av en vänstermodul över Λ beror inte på valet av R (upp till isomorfi).
- Transponatet Tr(M) av en vänster Λ-modul M är höger Λ-modulen definierad som konollrummet av funktionen Q* → P*, där P → Q → M → 0 är en minimal projektiv presentation av M.